# Ermete Bonomi
Ermete Bonomi (Milano, 1734 – 1812) è stato un letterato italiano.
Monaco nell'abbazia di Chiaravalle dal 1753 al 1789 e all'abbazia di Sant'Ambrogio dal 1789 in poi, raccolse e trascrisse un numero impressionante di opere sull'economia di Milano.